# Astragalus canadensis

Astragalus canadensis es una especie de planta medicinal perteneciente a la familia de las leguminosas, conocido comúnmente como milkvetch canadiense. La planta se encuentra en todo Canadá y los Estados Unidos en diferentes hábitats, incluidos los humedales, bosques y praderas. 

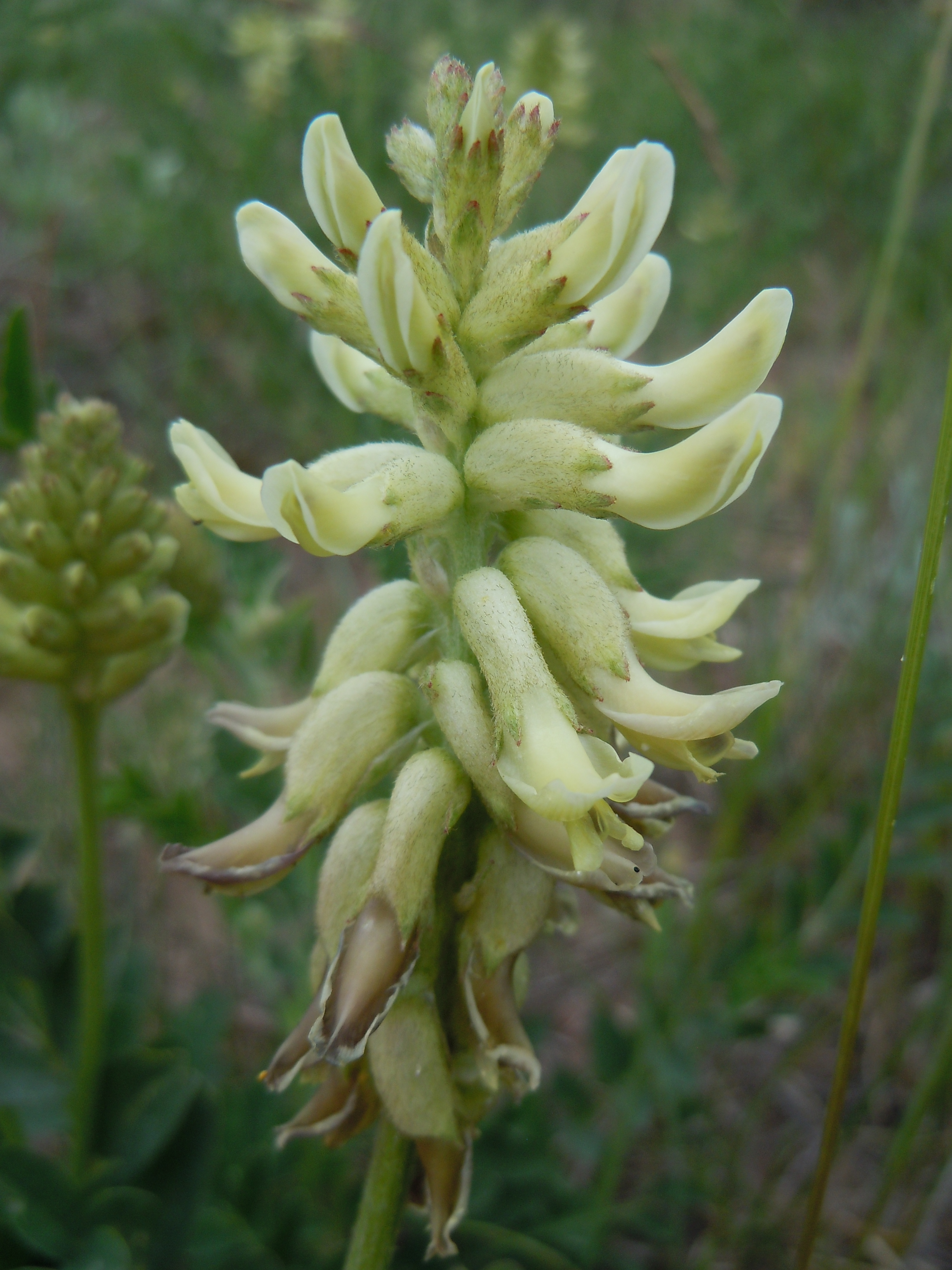
Inflorescencia

## Descripción
Desarrolla varios tallos delgados, erguidos y de color verde, con hojas que están formadas por pares de foliolos, cada uno de hasta 3 centímetros de longitud. Tiene inflorescencias tubulares, de color verdoso con flores blancas que producen frutos como legumbres dentro de las vainas que suenan cuando se seca.

## Propiedades
Al igual que otras especies de Astragalus, A. canadensis es algo tóxica, pero se ha utilizado medicinalmente por grupos de nativos americanos, como los Pies negros y el pueblo Lakota, en particular se han utilizado las raíces. 

## Taxonomía
Astragalus canadensis  fue descrita por Carlos Linneo y publicado en Species Plantarum 2: 757. 1753.
Etimología
Astragalus: nombre genérico que deriv a de la palabra griega astragalos que significa "hueso del tobillo" y un nombre antiguo aplicado a algunas plantas de esta familia debido a la forma de las semillas.
canadensis: epíteto geográfico que alude a su localización en Canadá.
Sinónimos
- Astragalus brevidens Rydb.
- Astragalus carolinianus L.
- Astragalus halei Rydb.
- Astragalus mortonii fo. brevidens Gand.
- Astragalus oreophilus Rydb.
- Astragalus torreyi Rydb.[1]